# Guiorgui Tsirekidze
Guiorgui Tsirekidze –en georgiano: გიორგი ცირეკიძე– (9 de agosto de 1986) es un deportista georgiano que compite en lucha grecorromana. Ganó una medalla de bronce en el Campeonato Europeo de Lucha de 2014, en la categoría de 80 kg.

## Palmarés internacional
| Campeonato Europeo | Campeonato Europeo | Campeonato Europeo | Campeonato Europeo |
| Año                | Lugar              | Medalla            | Categoría          |
| ------------------ | ------------------ | ------------------ | ------------------ |
| 2014               | Vantaa (Finlandia) | Medalla de bronce  | 80 kg              |